# Copridaspidus peregrinus
Copridaspidus peregrinus là một loài bọ cánh cứng trong họ Bọ hung (Scarabaeidae).